# 가야여자중학교
가야여자중학교(伽倻女子中學校)는 대한민국 부산광역시 부산진구 가야동에 있는 공립 중학교이다.

## 학교 연혁
- 1972년 12월 29일 : 36학급 설립인가
- 1973년 3월 1일 : 개교, 초대 임부진 교장 취임
- 1973년 3월 5일 : 제1회 입학식(12학급 829명)
- 2003년 5월 9일 : 덕지관(강당) 준공
- 2006년 3월 1일 : 교육인적자원부 '양성평등문화 활성화' 연구학교 운영
- 2011년 3월 1일 : 부산광역시 교육청 지정 '인권교육' 시범학교 운영(2년)
- 2014년 3월 1일 : 부산광역시교육청 지정 자유학기제 연구학교 운영(2년)
- 2017년 11월 2일 : 창의공작실 공모 지정
- 2019년 3월 1일 : SW(소프트웨어)교육 선도학교 지정
- 2020년 11월 6일 : 창의융합 과학실 구축
- 2024년 9월 1일 : 제20대 조현숙 교장 취임
- 2025년 1월 8일 : 제50회 졸업식(131명, 총 23,019명)
- 2025년 3월 4일 : 제53회 입학식(6학급 174명)

## 참고 자료
- 가야여자중학교 - 한국교육학술정보원 학교알리미